# Laganosuchus
Laganosuchus is een geslacht van uitgestorven stomatosuchide Crocodyliformes. Fossielen zijn gevonden in Niger en Marokko en dateren uit het Laat-Krijt.

## Ontdekking
De naam betekent 'pannenkoekkrokodil' van het Griekse λαγανον, laganon ('pannenkoek') en σοῦχος, souchos ('krokodil') in verwijzing naar de geringe diepte van de schedel, die kenmerkend is voor alle stomatosuchiden. Het is de bijnaam 'PancakeCroc' door Paul Sereno en Hans Larsson, die het geslacht in 2009 voor het eerst beschreven in een monografie gepubliceerd in ZooKeys samen met andere Sahara crocodyliformen zoals Anatosuchus en Kaprosuchus.

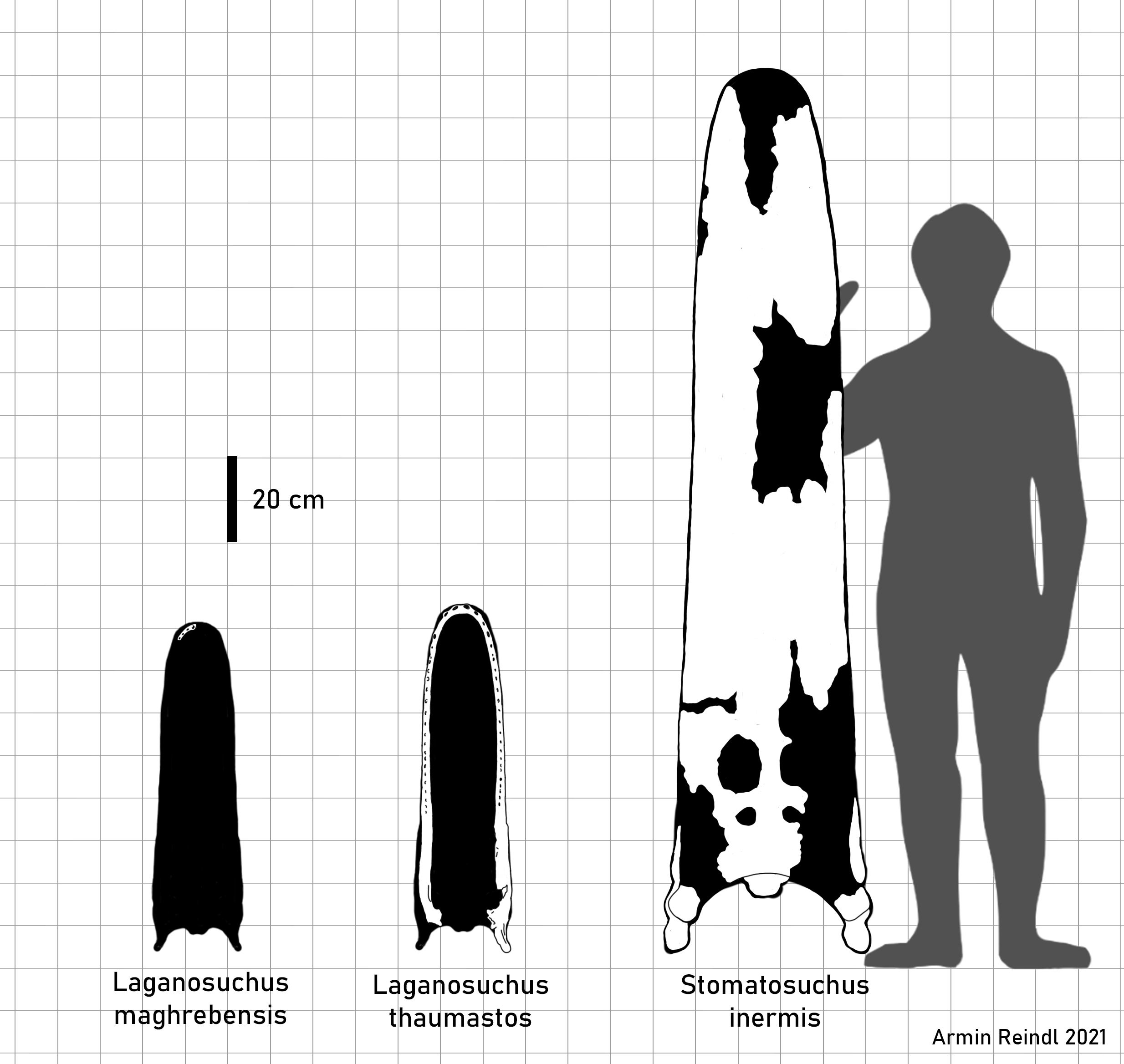
De soorten van Laganosuchus vergeleken met Stomatosuchus

De typesoort is Laganosuchus thaumastos (betekent 'de verbazingwekkende pannenkoekkrokodil' uit het Grieks θαυμαζω, thaumazo 'Ik verbaas me' in verwijzing naar zijn ongebruikelijke vorm) Het fossiel komt uit de Echkar-formatie uit het Cenomanien in Niger, holotype MNN IGU13. Een tweede soort, Laganosuchus maghrebensis (verwijzend naar de plaats van ontdekking), is bekend uit de Kem Kem-bedden in Marokko, die ook uit het Cenomanien stammen; het holotype is UCRC PV2.

## Beschrijving
Beide soorten Laganosuchus zijn alleen bekend van hun onderkaken, die van Laganosuchus thaumastos bijna volledig behalve het linker retro-articulaire uitsteeksel en die van Laganosuchus maghrebensis alleen van een fragment van het dentaire bot. Laganosuchus thaumastos had een totale kaaklengte van 838 millimeter en een kaaklengte van punt tot gewrichtsfacet van 750 millimeter, waarvan 490 millimeter daadwerkelijk tanden droegen. Over de kaken varieerde de totale breedte van de onderkaak van ongeveer 140 millimeter bij de symphysis tot 240 millimeter bij de gewrichtsfacetten, in een vrij gelijkmatige verbreding. Alle tanden waren eenvoudige rechte kronen, waarbij het eerste paar de grootste was en de rest van de tanden naar de achterkant van de muil kleiner werd. Elke zijde van de muil droeg vierentwintig tanden, relatief gelijkmatig verdeeld, behalve de zesde en zevende, waarvan de tandkassen zijn samengevoegd. Elke zijde van deze kaken is zachtjes horizontaal naar buiten gebogen, sterker gebogen naar voren toe naar de symphysis van de twee dentaire botten vanaf de zevende tandkas. De symphysis zelf is relatief klein en zwak in vergelijking met andere crocodyliformen, wat wijst op een zeer zwakke beet, hoewel de botten volledig zijn versmolten. De kaken zijn ook licht gebogen in zijaanzicht, naar beneden gebogen vanaf het gewrichtsfacet en dan weer omhoog naar de symphysis van de kaken. Elk van de dentaire botten is erg slank, slechts ongeveer 22 millimeter breed, zelfs bij de enigszins verdikte 'kin' van de symphysis. Terwijl Laganosuchus thaumastos een kleine kam heeft die langs de binnenzijde van het dentarium loopt om het te verdikken, is dit kenmerk niet aanwezig bij Laganosuchus maghrebensis. Het spleniale is bij beide soorten een zeer dunne laag bot; het strekt zich grotendeels uit langs de onderkaken, maar neemt niet deel aan de symphysis zoals het dentarium wel doet. Het voorste uiteinde van het spleniale verschilt tussen de twee soorten; bij Laganosuchus thaumastos is het gespleten, terwijl bij Laganosuchus maghrebensis het voorste uiteinde van het spleniale tot een enkelvoudige punt uitloopt.

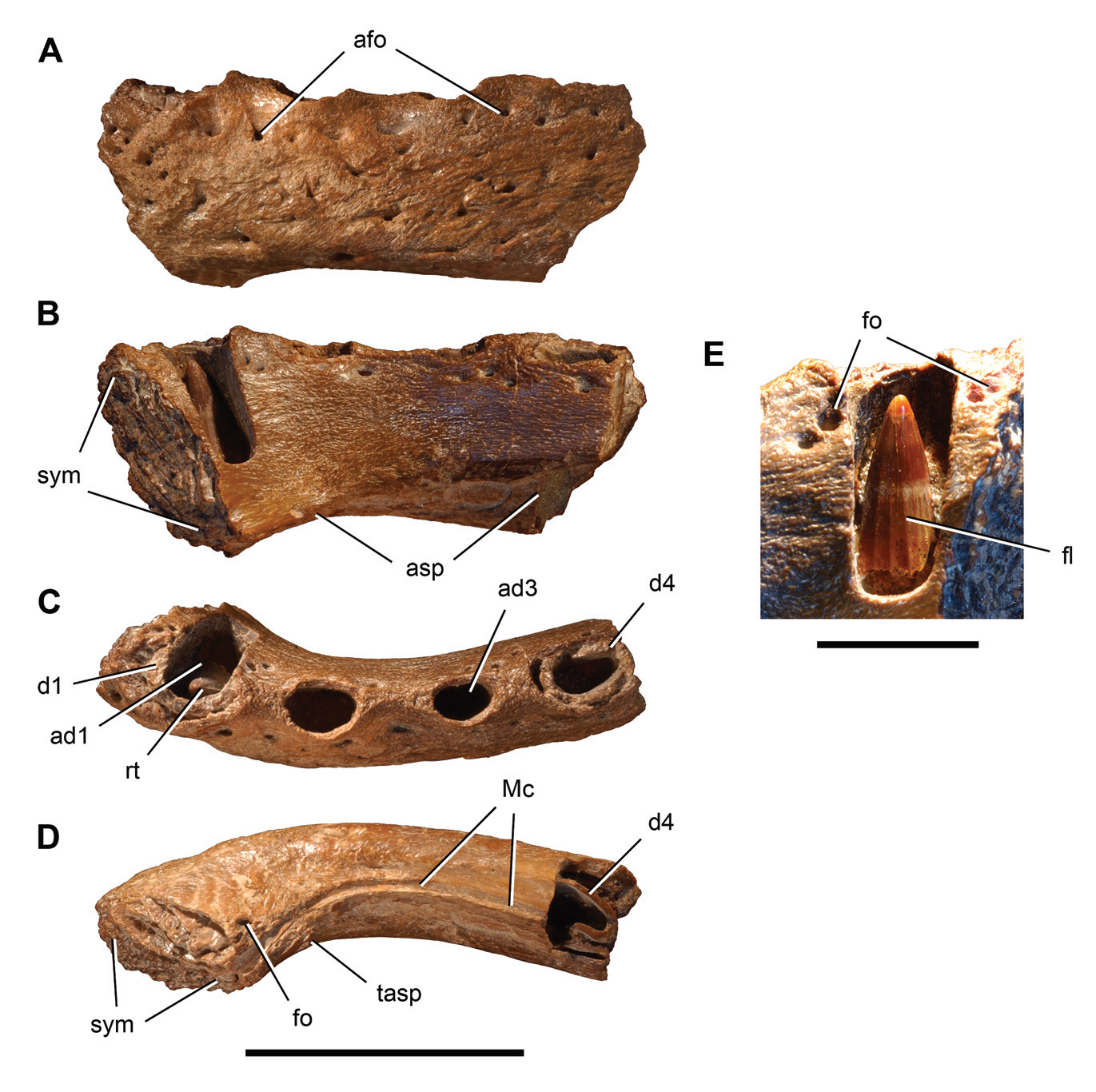
Een stuk dentarium van L. maghrebensis

Hoewel het achterste uiteinde van de onderkaak bij Laganosuchus maghrebensis niet bewaard is gebleven, is bij Laganosuchus thaumastos de processus coronoideus ruw, laag en breed in de dwarsrichting, verdikt door het surangulare aan de binnenzijde van de kaak, wat mogelijk duidt op de aanhechting van krachtige spieren om de lange, zware kaken te sluiten - een taak die onder water moeilijk zou zijn vanwege het grote oppervlak ertussen. De externe mandibulaire fenestra is sterk verkleind en vormt niet meer dan een spleet. Er is een ongewoon kleine fossa voor de adductoren net voor het zadelvormige gewrichtsfacet van het kaakgewricht; aan de rechterkant heeft dit zadelvormige facet onregelmatige randen en vertoont het om onbekende redenen enige tekenen van botziekte. Het retro-articulaire uitsteeksel heeft een driehoekige dwarsdoorsnede met licht holle zijden. Zowel het angulare en prearticulare hebben dunne achterste takken die het gewricht van buiten en binnen volledig overlappen, waardoor alleen de boven- en onderkant van het gewricht open blijven.
Laganosuchus thaumastos heeft de eerste twee tanden in elk dentarium naar voren gekanteld, en deze zouden waarschijnlijk uit de muil uitsteken onder de overeenkomende tanden in de premaxilla. Tussen elke tandkas vormt de bovenrand van de alveolaire rij een richel die aan de buitenzijde naar beneden afloopt in holten tussen de tandkassen, waarschijnlijk wijzend op sterk in elkaar grijpende tanden die in elkaar pasten om een soort 'vissenval' te vormen. De meeste tanden zijn gebroken of ontbreken, maar een paar werden vervangen juist toen het exemplaar stierf en zijn zo bewaard in hun holten; het zijn rechte, perfect symmetrische kronen zonder versieringen, snijranden of kromming naar achteren. Bij Laganosuchus maghrebensis is de vierde tand in het dentarium echter iets groter dan de eerste en is er geen naar voren hellen van de voorste tandkas, dus de voortanden zouden niet op dezelfde manier naar voren uitsteken.
Beide soorten Laganosuchus zouden in totaal tussen de vier en zes meter lang zijn geweest, waarvan een relatief groot deel de grote afgeplatte kop zou hebben uitgemaakt. Het is mogelijk dat ze zakken onder hun keel hadden, net zoals bij hun familielid Stomatosuchus, maar er is geen fossiel bewijs om deze hypothese te ondersteunen of te weerleggen. De kaken zouden niet snel of met veel kracht kunnen worden geopend of gesloten vanwege hun lengte in verhouding tot het totaal van mogelijke sluitspieren.

## Paleobiologie
Volgens Sereno en Larsson was Laganosuchus thaumastos een ongeveer zes meter lange, gedrongen viseter met een platte kop van een meter. Hij kon urenlang roerloos zijn gebleven, wachtend op een prooi die in zijn open kaken met spijkervormige tanden zou zwemmen. Deze tanden zouden stevig op elkaar hebben gepast, zodat geen enkele vis die in de bek zat, kon ontsnappen.